# Aristóbulo de Calcis
Aristóbulo V de Calcis (en Idioma griego Ἀριστόβουλος) fue hijo de Herodes de Calcis y su primera esposa Mariamne. Herodes de Calcis, gobernante del Reino de Calcis en Iturea, era nieto de Herodes el Grande a través de su padre, Aristóbulo IV. Mariamne era nieta de Herodes el Grande a través de su madre, Olympia; por lo tanto, Aristóbulo era bisnieto de Herodes el Grande por ambos lados de su familia.

## Vida
Aristóbulo se casó con  Salomé tras la muerte de su primer marido, Herodes Filipo II. Con ella Aristóbulo tuvo tres hijos: Herodes, Agripa y Aristóbulo Se han encontrado tres monedas con retratos de él y Salomé.
Aristóbulo no sucedió directamente a su padre como gobernante de la Calcis. Más bien, a la muerte de su padre en el año 48 d. C., el emperador Claudio entregó el reino al primo hermano de Aristóbulo, Herodes Agripa II, pero sólo como tetrarquía. En el año 53 d. C. Agripa II se vio obligado a renunciar al gobierno sobre la tetrarquía de Calcis, pero en su lugar se le concedió el título de rey y el gobierno sobre los territorios anteriormente gobernados por Herodes Filipo II y Lisanias. Posteriormente, Aristóbulo recibió la tetrarquía de Calcis en el año 57 d. C. Reinó como tetrarca de Calcis hasta su muerte en el 92 d. C.[cita requerida], cuando el territorio pasó a formar parte de la provincia romana Siria.
Se le ha identificado con el Aristóbulo nombrado por Nerón como rey de Armenia Menor en el año 55 d. C., que participó con sus fuerzas en la Guerra romano-parta, recibiendo a cambio una pequeña porción de la Gran Armenia. Este Aristóbulo fue desplazado de Armenia Menor en 72 d. C., pero se cree que es el "Aristóbulo de Calcídice" que apoyó a Lucio Cesenio Paeto, procónsul de Siria, en la guerra contra Antíoco de Commagene en el año 73 d. C., y fue en consecuencia compensado con un nuevo reino, "probablemente Chalcis ad Belum" (la moderna Qinnasrin, en el norte de Siria. Suponiendo que todos estos Aristóbulos fueran realmente la misma persona, parece que fue gobernante, en varias épocas, de la Calcis Iturea, Armenia Menor y Calcis ad Belum.

## Árbol genealógico de la dinastía herodiana (a falta de enlazar y traducir)
|                                                    |                                                    |                                                    |                                                    |                                                    |                                                    |  |  |                                             |                                    |                                    |                                    |                                    |                                    |  |  | Antípatro de Idumea procurador de Judea |                                     |                                     |                                     |                                     |                                     |  |  |                                                     |                                                     |                                                     |                                                     |                                                     |                                                     |  |  |                                                         |                                                         |                                                         |                                                         |                                                         |                                                         |  |  |                                                 |                                                 |                                                 |                                                 |                                                 |                                                 |  |  |                                               |                                               |                                               |                                               |                                               |                                               |  |  |  |  |  |  |  |  |  |  |  |  |  |  |  |  |  |  |  |  |  |  |  |  |  |  |
|                                                    |                                                    |                                                    |                                                    |                                                    |                                                    |  |  |                                             |                                    |                                    |                                    |                                    |                                    |  |  |                                         |                                     |                                     |                                     |                                     |                                     |  |  |                                                     |                                                     |                                                     |                                                     |                                                     |                                                     |  |  |                                                         |                                                         |                                                         |                                                         |                                                         |                                                         |  |  |                                                 |                                                 |                                                 |                                                 |                                                 |                                                 |  |  |                                               |                                               |                                               |                                               |                                               |                                               |  |  |  |  |  |  |  |  |  |  |  |  |  |  |  |  |  |  |  |  |  |  |  |  |  |  |
|                                                    |                                                    |                                                    |                                                    |                                                    |                                                    |  |  |                                             |                                    |                                    |                                    |                                    |                                    |  |  |                                         |                                     |                                     |                                     |                                     |                                     |  |  |                                                     |                                                     |                                                     |                                                     |                                                     |                                                     |  |  |                                                         |                                                         |                                                         |                                                         |                                                         |                                                         |  |  |                                                 |                                                 |                                                 |                                                 |                                                 |                                                 |  |  |                                               |                                               |                                               |                                               |                                               |                                               |  |  |  |  |  |  |  |  |  |  |  |  |  |  |  |  |  |  |  |  |  |  |  |  |  |  |
|                                                    |                                                    |                                                    |                                                    |                                                    |                                                    |  |  | 1.Doris 2.Mariamne I 3.Mariamne II          | 1.Doris 2.Mariamne I 3.Mariamne II | 1.Doris 2.Mariamne I 3.Mariamne II | 1.Doris 2.Mariamne I 3.Mariamne II | 1.Doris 2.Mariamne I 3.Mariamne II | 1.Doris 2.Mariamne I 3.Mariamne II |  |  | Herodes I el Grande ∞4.Malthace         | Herodes I el Grande ∞4.Malthace     | Herodes I el Grande ∞4.Malthace     | Herodes I el Grande ∞4.Malthace     | Herodes I el Grande ∞4.Malthace     | Herodes I el Grande ∞4.Malthace     |  |  | 5.Cleopatra de Jerusalén 6.Pallas 7.Phaidra 8.Elpis | 5.Cleopatra de Jerusalén 6.Pallas 7.Phaidra 8.Elpis | 5.Cleopatra de Jerusalén 6.Pallas 7.Phaidra 8.Elpis | 5.Cleopatra de Jerusalén 6.Pallas 7.Phaidra 8.Elpis | 5.Cleopatra de Jerusalén 6.Pallas 7.Phaidra 8.Elpis | 5.Cleopatra de Jerusalén 6.Pallas 7.Phaidra 8.Elpis |  |  | Fasael                                                  | Fasael                                                  | Fasael                                                  | Fasael                                                  | Fasael                                                  | Fasael                                                  |  |  |                                                 |                                                 |                                                 |                                                 |                                                 |                                                 |  |  |                                               |                                               |                                               |                                               |                                               |                                               |  |  |  |  |  |  |  |  |  |  |  |  |  |  |  |  |  |  |  |  |  |  |  |  |  |  |
|                                                    |                                                    |                                                    |                                                    |                                                    |                                                    |  |  | 1.Doris 2.Mariamne I 3.Mariamne II          | 1.Doris 2.Mariamne I 3.Mariamne II | 1.Doris 2.Mariamne I 3.Mariamne II | 1.Doris 2.Mariamne I 3.Mariamne II | 1.Doris 2.Mariamne I 3.Mariamne II | 1.Doris 2.Mariamne I 3.Mariamne II |  |  | Herodes I el Grande ∞4.Malthace         | Herodes I el Grande ∞4.Malthace     | Herodes I el Grande ∞4.Malthace     | Herodes I el Grande ∞4.Malthace     | Herodes I el Grande ∞4.Malthace     | Herodes I el Grande ∞4.Malthace     |  |  | 5.Cleopatra de Jerusalén 6.Pallas 7.Phaidra 8.Elpis | 5.Cleopatra de Jerusalén 6.Pallas 7.Phaidra 8.Elpis | 5.Cleopatra de Jerusalén 6.Pallas 7.Phaidra 8.Elpis | 5.Cleopatra de Jerusalén 6.Pallas 7.Phaidra 8.Elpis | 5.Cleopatra de Jerusalén 6.Pallas 7.Phaidra 8.Elpis | 5.Cleopatra de Jerusalén 6.Pallas 7.Phaidra 8.Elpis |  |  | Fasael                                                  | Fasael                                                  | Fasael                                                  | Fasael                                                  | Fasael                                                  | Fasael                                                  |  |  |                                                 |                                                 |                                                 |                                                 |                                                 |                                                 |  |  |                                               |                                               |                                               |                                               |                                               |                                               |  |  |  |  |  |  |  |  |  |  |  |  |  |  |  |  |  |  |  |  |  |  |  |  |  |  |
|                                                    |                                                    |                                                    |                                                    |                                                    |                                                    |  |  |                                             |                                    |                                    |                                    |                                    |                                    |  |  |                                         |                                     |                                     |                                     |                                     |                                     |  |  |                                                     |                                                     |                                                     |                                                     |                                                     |                                                     |  |  |                                                         |                                                         |                                                         |                                                         |                                                         |                                                         |  |  |                                                 |                                                 |                                                 |                                                 |                                                 |                                                 |  |  |                                               |                                               |                                               |                                               |                                               |                                               |  |  |  |  |  |  |  |  |  |  |  |  |  |  |  |  |  |  |  |  |  |  |  |  |  |  |
|                                                    |                                                    |                                                    |                                                    |                                                    |                                                    |  |  |                                             |                                    |                                    |                                    |                                    |                                    |  |  |                                         |                                     |                                     |                                     |                                     |                                     |  |  |                                                     |                                                     |                                                     |                                                     |                                                     |                                                     |  |  |                                                         |                                                         |                                                         |                                                         |                                                         |                                                         |  |  |                                                 |                                                 |                                                 |                                                 |                                                 |                                                 |  |  |                                               |                                               |                                               |                                               |                                               |                                               |  |  |  |  |  |  |  |  |  |  |  |  |  |  |  |  |  |  |  |  |  |  |  |  |  |  |
| (1) Antípatro heir de Judea                        | (1) Antípatro heir de Judea                        | (1) Antípatro heir de Judea                        | (1) Antípatro heir de Judea                        | (1) Antípatro heir de Judea                        | (1) Antípatro heir de Judea                        |  |  | (2) Alejandro I príncipe de Judea           | (2) Alejandro I príncipe de Judea  | (2) Alejandro I príncipe de Judea  | (2) Alejandro I príncipe de Judea  | (2) Alejandro I príncipe de Judea  | (2) Alejandro I príncipe de Judea  |  |  | (2) Aristóbulo IV príncipe of Judea     | (2) Aristóbulo IV príncipe of Judea | (2) Aristóbulo IV príncipe of Judea | (2) Aristóbulo IV príncipe of Judea | (2) Aristóbulo IV príncipe of Judea | (2) Aristóbulo IV príncipe of Judea |  |  | (3) Herodes Filipo I príncipe de Judea              | (3) Herodes Filipo I príncipe de Judea              | (3) Herodes Filipo I príncipe de Judea              | (3) Herodes Filipo I príncipe de Judea              | (3) Herodes Filipo I príncipe de Judea              | (3) Herodes Filipo I príncipe de Judea              |  |  | (4) Herodes Arquelao etnarca de Judea, Idumea y Samaria | (4) Herodes Arquelao etnarca de Judea, Idumea y Samaria | (4) Herodes Arquelao etnarca de Judea, Idumea y Samaria | (4) Herodes Arquelao etnarca de Judea, Idumea y Samaria | (4) Herodes Arquelao etnarca de Judea, Idumea y Samaria | (4) Herodes Arquelao etnarca de Judea, Idumea y Samaria |  |  | (4) Herodes Antipas tetrarca de Galilea y Perea | (4) Herodes Antipas tetrarca de Galilea y Perea | (4) Herodes Antipas tetrarca de Galilea y Perea | (4) Herodes Antipas tetrarca de Galilea y Perea | (4) Herodes Antipas tetrarca de Galilea y Perea | (4) Herodes Antipas tetrarca de Galilea y Perea |  |  | (5) Herodes Filipo II de Iturea y Trachonitis | (5) Herodes Filipo II de Iturea y Trachonitis | (5) Herodes Filipo II de Iturea y Trachonitis | (5) Herodes Filipo II de Iturea y Trachonitis | (5) Herodes Filipo II de Iturea y Trachonitis | (5) Herodes Filipo II de Iturea y Trachonitis |  |  |  |  |  |  |  |  |  |  |  |  |  |  |  |  |  |  |  |  |  |  |  |  |  |  |
| (1) Antípatro heir de Judea                        | (1) Antípatro heir de Judea                        | (1) Antípatro heir de Judea                        | (1) Antípatro heir de Judea                        | (1) Antípatro heir de Judea                        | (1) Antípatro heir de Judea                        |  |  | (2) Alejandro I príncipe de Judea           | (2) Alejandro I príncipe de Judea  | (2) Alejandro I príncipe de Judea  | (2) Alejandro I príncipe de Judea  | (2) Alejandro I príncipe de Judea  | (2) Alejandro I príncipe de Judea  |  |  | (2) Aristóbulo IV príncipe of Judea     | (2) Aristóbulo IV príncipe of Judea | (2) Aristóbulo IV príncipe of Judea | (2) Aristóbulo IV príncipe of Judea | (2) Aristóbulo IV príncipe of Judea | (2) Aristóbulo IV príncipe of Judea |  |  | (3) Herodes Filipo I príncipe de Judea              | (3) Herodes Filipo I príncipe de Judea              | (3) Herodes Filipo I príncipe de Judea              | (3) Herodes Filipo I príncipe de Judea              | (3) Herodes Filipo I príncipe de Judea              | (3) Herodes Filipo I príncipe de Judea              |  |  | (4) Herodes Arquelao etnarca de Judea, Idumea y Samaria | (4) Herodes Arquelao etnarca de Judea, Idumea y Samaria | (4) Herodes Arquelao etnarca de Judea, Idumea y Samaria | (4) Herodes Arquelao etnarca de Judea, Idumea y Samaria | (4) Herodes Arquelao etnarca de Judea, Idumea y Samaria | (4) Herodes Arquelao etnarca de Judea, Idumea y Samaria |  |  | (4) Herodes Antipas tetrarca de Galilea y Perea | (4) Herodes Antipas tetrarca de Galilea y Perea | (4) Herodes Antipas tetrarca de Galilea y Perea | (4) Herodes Antipas tetrarca de Galilea y Perea | (4) Herodes Antipas tetrarca de Galilea y Perea | (4) Herodes Antipas tetrarca de Galilea y Perea |  |  | (5) Herodes Filipo II de Iturea y Trachonitis | (5) Herodes Filipo II de Iturea y Trachonitis | (5) Herodes Filipo II de Iturea y Trachonitis | (5) Herodes Filipo II de Iturea y Trachonitis | (5) Herodes Filipo II de Iturea y Trachonitis | (5) Herodes Filipo II de Iturea y Trachonitis |  |  |  |  |  |  |  |  |  |  |  |  |  |  |  |  |  |  |  |  |  |  |  |  |  |  |
|                                                    |                                                    |                                                    |                                                    |                                                    |                                                    |  |  |                                             |                                    |                                    |                                    |                                    |                                    |  |  |                                         |                                     |                                     |                                     |                                     |                                     |  |  |                                                     |                                                     |                                                     |                                                     |                                                     |                                                     |  |  |                                                         |                                                         |                                                         |                                                         |                                                         |                                                         |  |  |                                                 |                                                 |                                                 |                                                 |                                                 |                                                 |  |  |                                               |                                               |                                               |                                               |                                               |                                               |  |  |  |  |  |  |  |  |  |  |  |  |  |  |  |  |  |  |  |  |  |  |  |  |  |  |
| Tigranes V de Armenia                              | Tigranes V de Armenia                              | Tigranes V de Armenia                              | Tigranes V de Armenia                              | Tigranes V de Armenia                              | Tigranes V de Armenia                              |  |  | Alejandro II príncipe                       | Alejandro II príncipe              | Alejandro II príncipe              | Alejandro II príncipe              | Alejandro II príncipe              | Alejandro II príncipe              |  |  | Herodes Agripa I rey de Judea           | Herodes Agripa I rey de Judea       | Herodes Agripa I rey de Judea       | Herodes Agripa I rey de Judea       | Herodes Agripa I rey de Judea       | Herodes Agripa I rey de Judea       |  |  | Herodes V rey de Calcis                             | Herodes V rey de Calcis                             | Herodes V rey de Calcis                             | Herodes V rey de Calcis                             | Herodes V rey de Calcis                             | Herodes V rey de Calcis                             |  |  | Aristóbulo Menor príncipe de Judea                      | Aristóbulo Menor príncipe de Judea                      | Aristóbulo Menor príncipe de Judea                      | Aristóbulo Menor príncipe de Judea                      | Aristóbulo Menor príncipe de Judea                      | Aristóbulo Menor príncipe de Judea                      |  |  |                                                 |                                                 |                                                 |                                                 |                                                 |                                                 |  |  |                                               |                                               |                                               |                                               |                                               |                                               |  |  |  |  |  |  |  |  |  |  |  |  |  |  |  |  |  |  |  |  |  |  |  |  |  |  |
| Tigranes V de Armenia                              | Tigranes V de Armenia                              | Tigranes V de Armenia                              | Tigranes V de Armenia                              | Tigranes V de Armenia                              | Tigranes V de Armenia                              |  |  | Alejandro II príncipe                       | Alejandro II príncipe              | Alejandro II príncipe              | Alejandro II príncipe              | Alejandro II príncipe              | Alejandro II príncipe              |  |  | Herodes Agripa I rey de Judea           | Herodes Agripa I rey de Judea       | Herodes Agripa I rey de Judea       | Herodes Agripa I rey de Judea       | Herodes Agripa I rey de Judea       | Herodes Agripa I rey de Judea       |  |  | Herodes V rey de Calcis                             | Herodes V rey de Calcis                             | Herodes V rey de Calcis                             | Herodes V rey de Calcis                             | Herodes V rey de Calcis                             | Herodes V rey de Calcis                             |  |  | Aristóbulo Menor príncipe de Judea                      | Aristóbulo Menor príncipe de Judea                      | Aristóbulo Menor príncipe de Judea                      | Aristóbulo Menor príncipe de Judea                      | Aristóbulo Menor príncipe de Judea                      | Aristóbulo Menor príncipe de Judea                      |  |  |                                                 |                                                 |                                                 |                                                 |                                                 |                                                 |  |  |                                               |                                               |                                               |                                               |                                               |                                               |  |  |  |  |  |  |  |  |  |  |  |  |  |  |  |  |  |  |  |  |  |  |  |  |  |  |
|                                                    |                                                    |                                                    |                                                    |                                                    |                                                    |  |  | Tigranes VI de Armenia                      | Tigranes VI de Armenia             | Tigranes VI de Armenia             | Tigranes VI de Armenia             | Tigranes VI de Armenia             | Tigranes VI de Armenia             |  |  | Herodes Agripa II rey de Batanaea       | Herodes Agripa II rey de Batanaea   | Herodes Agripa II rey de Batanaea   | Herodes Agripa II rey de Batanaea   | Herodes Agripa II rey de Batanaea   | Herodes Agripa II rey de Batanaea   |  |  | Aristóbulo tetrarca de Calcis                       | Aristóbulo tetrarca de Calcis                       | Aristóbulo tetrarca de Calcis                       | Aristóbulo tetrarca de Calcis                       | Aristóbulo tetrarca de Calcis                       | Aristóbulo tetrarca de Calcis                       |  |  |                                                         |                                                         |                                                         |                                                         |                                                         |                                                         |  |  |                                                 |                                                 |                                                 |                                                 |                                                 |                                                 |  |  |                                               |                                               |                                               |                                               |                                               |                                               |  |  |  |  |  |  |  |  |  |  |  |  |  |  |  |  |  |  |  |  |  |  |  |  |  |  |
|                                                    |                                                    |                                                    |                                                    |                                                    |                                                    |  |  | Tigranes VI de Armenia                      | Tigranes VI de Armenia             | Tigranes VI de Armenia             | Tigranes VI de Armenia             | Tigranes VI de Armenia             | Tigranes VI de Armenia             |  |  | Herodes Agripa II rey de Batanaea       | Herodes Agripa II rey de Batanaea   | Herodes Agripa II rey de Batanaea   | Herodes Agripa II rey de Batanaea   | Herodes Agripa II rey de Batanaea   | Herodes Agripa II rey de Batanaea   |  |  | Aristóbulo tetrarca de Calcis                       | Aristóbulo tetrarca de Calcis                       | Aristóbulo tetrarca de Calcis                       | Aristóbulo tetrarca de Calcis                       | Aristóbulo tetrarca de Calcis                       | Aristóbulo tetrarca de Calcis                       |  |  |                                                         |                                                         |                                                         |                                                         |                                                         |                                                         |  |  |                                                 |                                                 |                                                 |                                                 |                                                 |                                                 |  |  |                                               |                                               |                                               |                                               |                                               |                                               |  |  |  |  |  |  |  |  |  |  |  |  |  |  |  |  |  |  |  |  |  |  |  |  |  |  |
|                                                    |                                                    |                                                    |                                                    |                                                    |                                                    |  |  | Gayo Julio Alejandro regidor de Cilicia     |                                    |                                    |                                    |                                    |                                    |  |  |                                         |                                     |                                     |                                     |                                     |                                     |  |  |                                                     |                                                     |                                                     |                                                     |                                                     |                                                     |  |  |                                                         |                                                         |                                                         |                                                         |                                                         |                                                         |  |  |                                                 |                                                 |                                                 |                                                 |                                                 |                                                 |  |  |                                               |                                               |                                               |                                               |                                               |                                               |  |  |  |  |  |  |  |  |  |  |  |  |  |  |  |  |  |  |  |  |  |  |  |  |  |  |
|                                                    |                                                    |                                                    |                                                    |                                                    |                                                    |  |  |                                             |                                    |                                    |                                    |                                    |                                    |  |  |                                         |                                     |                                     |                                     |                                     |                                     |  |  |                                                     |                                                     |                                                     |                                                     |                                                     |                                                     |  |  |                                                         |                                                         |                                                         |                                                         |                                                         |                                                         |  |  |                                                 |                                                 |                                                 |                                                 |                                                 |                                                 |  |  |                                               |                                               |                                               |                                               |                                               |                                               |  |  |  |  |  |  |  |  |  |  |  |  |  |  |  |  |  |  |  |  |  |  |  |  |  |  |
|                                                    |                                                    |                                                    |                                                    |                                                    |                                                    |  |  |                                             |                                    |                                    |                                    |                                    |                                    |  |  |                                         |                                     |                                     |                                     |                                     |                                     |  |  |                                                     |                                                     |                                                     |                                                     |                                                     |                                                     |  |  |                                                         |                                                         |                                                         |                                                         |                                                         |                                                         |  |  |                                                 |                                                 |                                                 |                                                 |                                                 |                                                 |  |  |                                               |                                               |                                               |                                               |                                               |                                               |  |  |  |  |  |  |  |  |  |  |  |  |  |  |  |  |  |  |  |  |  |  |  |  |  |  |
| Gayo Julio Alejandro Bereniciano procónsul de Asia | Gayo Julio Alejandro Bereniciano procónsul de Asia | Gayo Julio Alejandro Bereniciano procónsul de Asia | Gayo Julio Alejandro Bereniciano procónsul de Asia | Gayo Julio Alejandro Bereniciano procónsul de Asia | Gayo Julio Alejandro Bereniciano procónsul de Asia |  |  | Gayo Julio Agripa cuestor deAsia            | Gayo Julio Agripa cuestor deAsia   | Gayo Julio Agripa cuestor deAsia   | Gayo Julio Agripa cuestor deAsia   | Gayo Julio Agripa cuestor deAsia   | Gayo Julio Agripa cuestor deAsia   |  |  |                                         |                                     |                                     |                                     |                                     |                                     |  |  |                                                     |                                                     |                                                     |                                                     |                                                     |                                                     |  |  |                                                         |                                                         |                                                         |                                                         |                                                         |                                                         |  |  |                                                 |                                                 |                                                 |                                                 |                                                 |                                                 |  |  |                                               |                                               |                                               |                                               |                                               |                                               |  |  |  |  |  |  |  |  |  |  |  |  |  |  |  |  |  |  |  |  |  |  |  |  |  |  |
| Gayo Julio Alejandro Bereniciano procónsul de Asia | Gayo Julio Alejandro Bereniciano procónsul de Asia | Gayo Julio Alejandro Bereniciano procónsul de Asia | Gayo Julio Alejandro Bereniciano procónsul de Asia | Gayo Julio Alejandro Bereniciano procónsul de Asia | Gayo Julio Alejandro Bereniciano procónsul de Asia |  |  | Gayo Julio Agripa cuestor deAsia            | Gayo Julio Agripa cuestor deAsia   | Gayo Julio Agripa cuestor deAsia   | Gayo Julio Agripa cuestor deAsia   | Gayo Julio Agripa cuestor deAsia   | Gayo Julio Agripa cuestor deAsia   |  |  |                                         |                                     |                                     |                                     |                                     |                                     |  |  |                                                     |                                                     |                                                     |                                                     |                                                     |                                                     |  |  |                                                         |                                                         |                                                         |                                                         |                                                         |                                                         |  |  |                                                 |                                                 |                                                 |                                                 |                                                 |                                                 |  |  |                                               |                                               |                                               |                                               |                                               |                                               |  |  |  |  |  |  |  |  |  |  |  |  |  |  |  |  |  |  |  |  |  |  |  |  |  |  |
|                                                    |                                                    |                                                    |                                                    |                                                    |                                                    |  |  | Lucio Julio Gainio Fabio Agripa gimnasiarca |                                    |                                    |                                    |                                    |                                    |  |  |                                         |                                     |                                     |                                     |                                     |                                     |  |  |                                                     |                                                     |                                                     |                                                     |                                                     |                                                     |  |  |                                                         |                                                         |                                                         |                                                         |                                                         |                                                         |  |  |                                                 |                                                 |                                                 |                                                 |                                                 |                                                 |  |  |                                               |                                               |                                               |                                               |                                               |                                               |  |  |  |  |  |  |  |  |  |  |  |  |  |  |  |  |  |  |  |  |  |  |  |  |  |  |

## Lectura adicional
- Gillman, Florence Morgan. Herodias: At Home in that Fox's Den, Liturgical Press, 2003 ISBN 9780814651087

- Datos: Q666202
- Multimedia: Aristobulus of Chalcis / Q666202